# Proces modyfikacji stopów
Proces modyfikacji stopów polega na celowym wprowadzaniu do ciekłego metalu składników wytwarzających bardzo drobną zawiesinę nierozpuszczalnych cząstek. Cząstki te stają się zarodkami krystalizacji - w wyniku czego otrzymuje się stop drobnoziarnisty.
Metody modyfikacji stopów:
- wytwarzanie wtrąceń fazy obcej
- drgania mechaniczne
- zmiana napięcia powierzchniowego ciekłego stopu